# Alain Emery
 (novembre 2024).
Si vous disposez d'ouvrages ou d'articles de référence ou si vous connaissez des sites web de qualité traitant du thème abordé ici, merci de compléter l'article en donnant les références utiles à sa vérifiabilité et en les liant à la section « Notes et références ».
Pour les articles homonymes, voir Emery.
Alain Emery, né en 1965 à Erquy, est un écrivain français.

## Biographie
Alain Emery n’est ni dans la demi-teinte ni dans la demi-mesure. Il sculpte son texte comme un silex, dur, tranchant et sans âme. Il use – sans en abuser – de figures de style comme la métaphore ou la personnification - Alain Donnio, Critique de Silex, éditions Zonaires, 2018.
Alain Emery a pour lui le verbe. Sa langue est charnue, sa phrase est charpentée - Mérédith Le Dez, Préface de Tant espérer des nuits, 2019.

## E-books, publications en ligne
- La lèpre sur les anges (e-book), Ska éditions, 2014
- Autoportrait à la torche, Site Jacques Flament éditions, 2014
- Croire aux anges (e-book), Editions Paul&Mike, 2014
- Le Labo (journal de bord de l'année 2015, en ligne), Editions Jacques Flament
- Effet de manches, blog de la médiathèque de Rueil-Malmaison, 2015
- Des chics types, nouvelle en ligne sur Youtube lue par Anne-Emmanuelle Abrassart, 2016
- Pays intérieur, poèmes dans la revue en ligne Lichen, 2016 - 2017
- Pérégrine et Chien de mer, poèmes dans la revue en ligne Lichen, 2018
- Mohawk, nouvelle dans l'anthologie numérique Les 500, éditions Ska, 2020
- Le chiffon, nouvelle courte pour l'exposition Textes & textiles pour Culture Partagée du Pays de Rance, 2020
- Le Larousse de 1922, pour l'e-musée de l'objet, 2020
- Naissance des ogres (e-book), Ska éditions, 2021

## Radio
- Des chics types (diffusion à la RTBF), 2005
- 20 Petites Histoires (nouvelles diffusées sur Radio France), 2008
- Horn (extrait lu par Mérédith Le Dez, dans l'émission A voix haute, Bretagne 5), 2022

## Publications en revues
- Dimanche, à la mer dans Revue Bastet no 2, 2004
- Vieux comme le monde dans Les hésitations d'une mouche no 30, 2004
- Les barbares dans Archipel no 27, 2005
- Le pactole dans Florilège no 118, 2005
- Amigos dans le Matricule des Anges no 70, 2007, Prix du Matricule des Anges
- Ici-bas dans Florilège no 129, 2007
- Des chics types dans Encre noire no 47, 2007
- Nouvelle vague dans Les hésitations d'une mouche no 40, 2007
- Mauvais souvenirs dans L'Ours Polar no 42, 2007
- De ce côté-ci de la rivière dans Hauteurs no 23, 2007
- Hollywood Bull Dog dans Archipel no 28, 2007
- Vers le sud dans Hopala no 25, 2007
- Sale gosse dans L'Encrier Renversé no 60, 2008
- Rustine dans le Pr'Ose no 13, 2009
- En fumée dans le Florilège no 135, 2009
- Belle mélancolie dans Florilège no 141, 2010
- Un roi sur sa terrasse dans Harfang no 39, 2011
- Avec des si dans Présence d'Hervé Bazin, Nouvelles R, 2011
- Les ficelles dans Brèves no 101, 2013
- William Faulkner dans Sur les remparts no 133, 2013
- A l'heure du sacre - Faulkner en son royaume dans La clarté sombre des réverbères no 1 #éditions Jacques Flament#, 2014
- Cendrars, le légendaire dans Sur les remparts no 139, 2014
- Quatre joueurs attablés dans Harfang no 44, mars 2014
- Jack London, l'envers du décor dans Sur les remparts no 149, avril 2015
- Fortune de mer - D'un bout à l'autre, en solitaire dans La clarté sombre des réverbères no 2 (éditions Jacques Flament), 2015
- Céline, génial et monstrueux dans Sur les remparts no 158, avril 2016
- La chambre du bouc dans Harfang no 48, mai 2016
- La maison du gouverneur dans L'impératif no 2, juin 2016
- Nabab dans Le cri de l'ormeau no 180, novembre 2016
- L'écriture comme engagement, entretien avec Fanch Rebours, dans L'impératif no 5, éditions Jacques Flament, juin 2017
- Les sandres dans Harfang no 53, novembre 2018
- Retour aux sources dans Le bruit qui court no 5, novembre 2018
- Mozart et moi dans Pol(ys)émique no 1, éditions Paul et Mike, décembre 2018
- Les sandres dans La femelle du requin no 50, décembre 2018
- La dernière bête du troupeau dans Brèves no 115, décembre 2019
- Carnet d'exil dans La clarté sombre des réverbères no 3 (éditions Jacques Flament), 2020
- Légende dans Harfang no 59, novembre 2021
- La part du roi dans L'âme au diable no 1, mars 2022
- Paysage de bohème dans L'âme au diable no 2, octobre 2022
- L'antichambre des chiens dans L'âme au diable no 3, mai 2023
- Variations sur Schubert dans Agenda 2024, éditions Jacques Flament, 2023
- Trois pièces d'or dans Harfang no 66, mai 2025

## Anthologies
- Brave bête dans Brave bête et autres nouvelles, Editions Siloë, 2002, Prix Lucie Delarue-Mardrus
- Indigènes dans Des nouvelles de Bretagne, Editions les Affolettes, 2003
- Le grand jour dans Transfontalier de la nouvelle, Editions de Vignaubière, 2003
- La foi du meurtrier dans Remix, Editions Hachette, 2004
- Miss Monde dans Transfontalier de la nouvelle, Editions de Vignaubière, 2005
- Vaurien dans Les histoires de la lampe de chevet, 2006
- Fastoche dans Duos d'enfer, Editions du roure, 2006
- Un voile de cendres (1er prix) dans Le doute, Editions Ecritures&Partage, 2006
- Ici-bas dans Femmes de mer, Liv'Éditions, 2007
- Safari dans Sens dessus dessous, éditions Textes&Prétextes, 2007
- Chez moi dans En Bretagne, ici et là, éditions Keltia Graphic, 2008
- De ce côté-ci de la rivière (1er prix) Editions de la Compagnie du Barrage, 2008
- Jusqu'à ce que la mort nous sépare, Strike et Sale gosse dans Des hauts et des bas, Editions Nouvelles Paroles, 2009
- La procédure (1er prix) Transfontalier de la nouvelle, Editions de Vignaubière, 2009
- Un faux air de Cary Grant dans Nouvelles d'ici et d'ailleurs, 2010
- Quatre joueurs attablés (1er prix) dans Fêtes et Défaites, Calipso, 2011
- Charmante Elvire dans Les cent derniers jours, Editions Zonaires, 2012
- Stardust dans collectif, Editions La Gidouille, 2013
- Jackpot dans Rendez-vous après la fin du monde, Editions Zonaires, 2013
- Aux abois dans Agenda JFE 2014, Editions Jacques Flament, 2013
- Deux nageuses dans Vingt ans, Nabab, 2014
- 30 décembre, carte postale dans Double Mixte, éditions JFE, 2016
- Saison du tombeau, dans Longères, bombardes et ressacs, Stéphane Batigne Éditeur, 2016.
- Effets de manches (1er prix) dans Des Nouvelles, bonnes nouvelles!, avril 2017
- Retour aux sources dans Au fil du canal, nouvelles de Malestroit, Stéphane Batigne Éditeur, mai 2017
- La mère & Ecriture  dans L'instant Fugace, Editions JFE, août 2017
- Lisa dans Encrages de la vie, nouvelles sur des lavis de Didier Collobert, Editions La Gidouille, septembre 2017
- Estran dans Carrés poétiques, Editions JFE, février 2018
- Traverser les carnages dans Variations n°6, Editions La Gidouille, octobre 2018
- Mariposa dans Prendre le large, Editions Zonaires, décembre 2019
- Réglisse dans Variations n°7, Editions La Gidouille, janvier 2020
- La morsure dans Portraits inattendus 1, Editions Zonaires, novembre 2021
- Absolvere dans Portraits inattendus 2, Editions Zonaires, décembre 2022
- Légende dans Portraits inattendus 3, Editions Zonaires, décembre 2023
- Sur le départ dans Portraits inattendus 3, Editions Zonaires, décembre 2023

## Théâtre
- Café du Globe, festival de théâtre amateur - Erquy 2015
- Récital littéraire, avec les comédiens Anne-Emmanuelle Abrassart et Jacques Dor, accompagnés par le pianiste Gilles Nicolas - Chevreuse 2019
- Horn, adapté par Eric de Dadelsen, accompagné par Mike James (accordéon & chant) - Ploërmel, librairie Ma Canopée, 2022

## Conférences
- La nouvelle, un genre à part, 2009
- Le sorcier Giono, 2012
- Cet étrange William Faulkner, 2013
- Cendrars, le légendaire, 2014
- Jack London, L'envers du décor, 2015
- Génial et monstrueux Céline, 2016
- Le sorcier Giono (avec des lectures de Geneviève Esménard), 2017
- L'énigme Faulkner, 2018
- Trente ans d'écriture, 2019
- Modigliani, 2020
- William Faulkner, un courant de conscience, 2023
- Modigliani, mi ange, mi démon, 2023
- Giono, Une âme forte, 2024
- Cendrars, L'encre d'une vie, 2024
- Giono et moi, 2025